# Battle Tendency

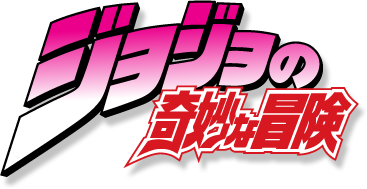
Logo de la serie de anime/manga JoJo's Bizarre Adventure.

Battle Tendency (戦闘潮流 Sentō Chōryū) es la segunda parte del manga JoJo's Bizarre Adventure. Corresponde a los volúmenes 5 al 12 con un total de 69 capítulos; mientras que en el anime abarca los episodios del 10 (1) al 26 (17).

## Argumento
Han pasado 49 años desde que Jonathan Joestar sacrificara su vida para acabar con Dio Brando, salvando la vida a su esposa Erina y a una bebé cuya madre murió asesinada durante la masacre provocada por Dio en el barco. Erina daría a luz pocos meses después al hijo de Jonathan y siendo adulto George Joestar II (como se llamaba) se casaría con la niña que su madre salvara del naufragio y ambos antes de morir prematuramente serían padres de Joseph Joestar (apodado JoJo), quien sería criado por su abuela con la ayuda de Robert E.O. Speedwagon. Al ser descendiente de usuarios del Hamon, Joseph puede utilizarlo desde su infancia sin necesidad de entrenar.
La historia inicia cuando Speedwagon, quien se ha convertido en un magnate petrolero que ha dedicado su vida a investigar la máscara de piedra y su origen, descubre en Centro América una pirámide precolombina llena de máscaras (similares a la que causó muchos problemas en el pasado) donde duerme un hombre petrificado en un pilar, quien Speedwagon cree, es el creador de las máscaras. Aterrado por esto, llama a Straizo para que le ayude a destruirlos, sin embargo éste con los años se ha obsesionado con la idea de conservar su juventud y lo traiciona para obtener la inmortalidad. Joseph, Erina y Smokey Brown (un muchacho afroamericano que Joseph conociera en la ciudad) esperan a Speedwagon en Nueva York, pero les avisan que fue asesinado por Straizo, quien poco después llega para deshacerse del muchacho ya que lo ve como una amenaza, sin embargo el agudo intelecto e ingenio de Joseph prevalece y logra derrotarlo, tras lo cual y tras escuchar a Straizo antes que este muriera revelándole a Joseph que Speedwagon está con vida, se dirige a México para rescatarlo de una división nazi que investiga el poder del Hombre del Pilar.
La división nazi está a cargo del mayor Rudol von Stroheim, quien rescató y curó las heridas de Speedwagon para interrogarlo sobre este ser al que llama Santana y al que negligentemente despierta. Santana resulta ser un ente con poderes y un intelecto abrumador que en segundos masacra a todos los alemanes, sin embargo Joseph, quien se infiltró en la base, logra salvar a Stroheim y Speedwagon. El muchacho se enfrasca en una pelea contra Santana y siendo protegido por su Hamon logra llevarlo al sol donde aparentemente lo destruyen, gracias al sacrificio de Stroheim, quien antes de morir revela que deseaba estudiar a Santana para enfrentarse al resto de los Hombres del Pilar que duermen en Europa.
Consciente del peligro, Joseph se traslada a Roma en Italia donde une fuerzas con Caesar Anthonio Zeppeli, nieto de William Anthonio Zeppeli y ambos intentan detener a los tres Hombres del Pilar restantes, sin embargo el poder de estos los sobrepasa fácilmente, por lo que se desafían a un nuevo encuentro tras un mes, los Hombres del Pilar envenenan a Joseph con dos sustancias diferentes para evitar que rehúya la pelea, de forma que morirá en un mes si no los derrota y se apodera de los antídotos. Durante ese tiempo ambos jóvenes aprovechan para entrenar con Lisa Lisa, hija adoptiva de Straizo, quien en realidad es la madre de Joseph. Mientras tanto Esidisi, Wamuu y su líder Kars, los Hombres del Pilar, buscan la Piedra Roja de Aja que junto a una máscara creada por el líder del grupo, les permitirá sobrevivir al sol y aumentar su poder.
Durante su entrenamiento Joseph es atacado por Esidisi, pero gracias a su aprendizaje lo derrota, no sin que antes este envíe a Kars la piedra que se encontraba en poder de Lisa Lisa, aun así Joseph logra obtener el primer antídoto con esta victoria. El grupo viaja a Suiza a recuperarla, sin embargo en el enfrentamiento contra Wamuu, Caesar sacrifica su vida para obtener el segundo antídoto que Joseph necesita y este se enfrenta al Hombre del Pilar en un duelo de cuadrigas donde lo derrota.
Finalmente, en la batalla decisiva, Joseph participa apoyado por Lisa Lisa, Stroheim (quien sobrevivió siendo reconstruido artificialmente) y el ejército alemán, sin embargo Kars logra hacerse con la piedra y transformarse en la Forma de Vida Definitiva ya que inmune al sol, incluso puede usar el Hamon en proporciones monstruosas, su poder es tal que sin esfuerzo derrota a todos y amputa una mano a Joseph, pero este logra usar la energía subyacente provocada por la erupción volcánica del volcán Vulcano para arrojarlo al espacio, donde se congela y queda a la deriva por toda la eternidad.
Mientras todos asisten al funeral de Joseph, este se presenta explicando que se retrasó en volver ya que debió recuperarse de sus heridas, visitar a Stroheim para obtener una prótesis mecánica y casarse con Suzi Q, camarera de Lisa Lisa, solo en este momento se entera de que lo creen muerto ya que su esposa olvidó avisarle a los demás que había sobrevivido. 
Tras lo ocurrido a manera de epílogo, se explica por medio de imágenes y textos lo ocurrido con los otros personajes envueltos en la aventura: Speedwagon quedó soltero y murió a los 89 años de un paro cardíaco; Smokey se convirtió en el primer alcalde de color elegido por votación en su pueblo de origen; Erina falleció a causa de su edad, rodeada por sus seres queridos. En tanto que Stroheim murió en la batalla de Stalingrado y finalmente Lisa Lisa se volvió a casar con un cineasta de Hollywood después de revelar su verdadera identidad a su hijo.
Desde ese momento, han pasado cincuenta años, Joseph viaja a Japón para visitar a su hija Holy Joestar y a su nieto, para informarles de una terrible amenaza para la familia Joestar, llevando a los eventos de la tercera parte Stardust Crusaders.

## Personajes

### Principales
Joseph Joestar (ジョセフ・ジョースター?)
Seiyū: Tomokazu Sugita
Joseph Joestar es hijo de George Joestar II y Lisa Lisa (la bebe que salvo su abuela Erina Pendleton durante la batalla final entre Jonathan Joestar y la cabeza de Dio Brando). Perdió a sus padres de niño siendo criado por Erina con la ayuda de Speedwagon. Joseph es un joven impetuoso y confrontacional exaltado. Rápido en responder violentamente ante la más leve provocación, usó regularmente el Hamon para responder a aquellos que le agraviaron ya desde su juventud. No teniendo respeto por la autoridad excepto por la de su abuela Erina, y más tarde por Lisa Lisa, ha antagonizado con policías y mafiosos por igual. Además es un individuo mal hablado, y regularmente se burla provocando a sus enemigos, disfrutando agraviandolos. Al comienzo de su aventura, el único rasgo redentor de Joseph es su devoción a su familia y amigos. Concordando con su destitución de cualquier tipo de disciplina, Joseph cree que cualquier cosa es justa en una pelea, siempre y cuando uno no sea innecesariamente cruel.
Caesar A. Zeppeli (シーザー・アントニオ・ツェペリ?)
Seiyū: Takuya Satō
Caesar es un hombre apasionado, pero centrado, dedicado a derrotar a los hombres del pilar. Cuando era joven, Caesar y sus hermanos fueron aparentemente abandonados por su padre, haciéndolo un delincuente violento y peligroso. Cuando fue salvado por su padre de la trampa de los hombres del pilar, Caesar cambia el odio y rencor a tener un gran orgullo por su apellido. Es presentado como un usuario de Hamon arrogante menospreciando el poco nivel de experiencia de Joseph en el Hamon y no deja pasar la oportunidad de antagonizarlo y humillarlo en general. Sin embargo, más adelante se revela su verdadera forma de ser, un hombre honorable, orgulloso de su tradición familiar de luchar contra el mal, que busca vengar a su amigo Mark que fue asesinado por los hombres del pilar. Cuando Joseph muestra su lado amable y honorable, su relación mejora de manera considerable. Muere aplastado por una roca en forma de cruz al intentar derrotar a Wamuu. Sin embargo, su muerte no fue en vano, ya que, antes de morir, le quita el antídoto a Wamuu y junto a su banda en su frente, le da el antídoto usando todo su Hamon restante.
Lisa Lisa (リサリサ?)
Seiyū: Atsuko Tanaka
Lisa Lisa es una mujer alta, hermosa y serena, tiene los ojos claros y un largo cabello oscuro. Es una experta en el uso del Hamon, siendo la maestra de Caesar y más tarde del propio Joseph, preparándolos para combatir contra los Hombres del Pilar. A pesar de tener cincuenta años luce como una veinteañera ya que desde su infancia fue adiestrada en el Hamon y uno de los efectos secundarios de ser un practicante de esta corriente es la desaceleración del envejecimiento. Aunque Joseph no lo sabe, Lisa Lisa es la bebe que Erina salvara el día de la muerte de Jonathan y por lo tanto su madre; quien fue entregada en su infancia a Straizo, quien la adoptó y entrenó. Con el tiempo contrajo matrimonio con el hijo de Erina y daría a luz a Joseph, pero cuando uno de los zombis creado por Dio antes del naufragio asesinara a su esposo debió huir tras matarlo ya que a ojos de todos que se trataba de un humano.
Smokey Brown (スモーキー・ブラウン?)
Seiyū: Yū Hayashi
Smokey es un adolescente afroamericano de Nueva York, suele ser amable y amistoso. A menudo se impresiona por las situaciones fantásticas y terribles que suelen suceder a su amigo Joseph Joestar. Se conocieron cuando Joseph lo rescató de unos matones y desde entonces Erina se ha hecho cargo de él. Tras el desenlace de la saga se revela que estudió y se dedicó a la política, convirtiéndose en el primer alcalde de color en ciudad.
Rudol von Stroheim (ルドル・フォン・シュトロハイム?)
Seiyū: Atsushi Imaruoka
Mayor del ejército alemán del Tercer Reich, a cargo de la división dedicada a investigar a los Hombres del Pilar, es un hombre temerario y confiado de sus habilidades, ayuda a Joseph en varias ocasiones a combatir contra los Hombres del Pillar en especial contra Kars.
Robert E. O. Speedwagon (ロバート・E・O・スピードワゴン?)
Seiyū: Yōji Ueda
Speedwagon viaja a América en algún momento antes de Battle tendency, donde descubre petróleo y forma la poderosa Fundación Speedwagon, fundación que más tarde ayuda a derrotar a los Hombres del Pilar.
Erina Joestar (エリナ・ジョースター?)
Seiyū: Ayako Kawasumi
Viuda de Jonathan Joestar y abuela de Joseph.
Messina (メッシーナ?) y Loggins (ロギンズ?)
Seiyū: Hidetoshi Nakamura (Messina) y Yutaka Nakano (Loggins)
Maestros Hamon, ayudan a Joseph y Caesar en su entrenamiento.
Suzi Q (スージーQ?)
Seiyū: Sachiko Kojima
Trabaja como la asistente de Lisa Lisa, termina siendo la esposa de Joseph.

### Hombres del Pilar
Kars (カーズ?)
Seiyū: Kazuhiko Inoue
Wammu (ワムウ?)
Seiyū: Akio Ōtsuka
Esidisi (エシディシ?)
Seiyū: Keiji Fujiwara
Santana (サンタナ?)
Seiyū: Kenji Nomura

### Otros
Straizo (ストレイツォ?)
Seiyū: Nobuo Tobita
Wired Beck (鋼線（ワイアード）のベック?)
Seiyū: Satoshi Tsuruoka
George Joestar II (ジョージ・ジョースターII世 George Joestar Nisei?)
Es el padre de Joseph e hijo de Jonathan. Él se casó con Lisa Lisa durante su juventud y se convirtió en piloto durante la Primera Guerra Mundial, sin embargo, fue asesinado por uno de los últimos zombis de Dio cuando Joseph estaba en una muy temprana edad. Él, además, es el protagonista de la novela Jorge Joestar.
Donovan (ドノヴァン?)
Seiyū: Ken'ichirō Matsuda
Mark (マルク?)
Seiyū: Ryōta Ōsaka
Mario Zeppeli (マリオ・ツェペリ?)
Seiyū: Jin Yamanoi

## Media

### Volúmenes del manga
| Núm. | Título                                                                                          | Fecha de publicación   | ISBN                   |
| ---- | ----------------------------------------------------------------------------------------------- | ---------------------- | ---------------------- |
| 6    | "JoJo Vs. La forma de vida definitiva" "JoJo Tai Kyūkyoku Seibutsu" (JoJo Vs.（たい） 究極生物) | 7 de octubre de 1988   | ISBN 978-4-08-851062-0 |
| 7    | "La piedra roja de Aja" "Eija no Sekiseki" (エイジャの赤石)                                     | 6 de diciembre de 1988 | ISBN 978-4-08-851063-7 |
| 8    | "¡La prueba final!" "Saishū Shiren!" (最終試練!)                                                | 10 de febrero de 1989  | ISBN 978-4-08-851064-4 |
| 9    | "Una carrera hacia la orilla de la muerte" "Shi no Gake e Tsuppashire" (死の崖へつっ走れ)       | 10 de abril de 1989    | ISBN 978-4-08-851065-1 |
| 10   | "La búrbuja carmesí" "Senseki no Shabon" (鮮赤のシャボン)                                       | 9 de junio de 1989     | ISBN 978-4-08-851066-8 |
| 11   | "El guerrero que regresa al viento" "Kaze ni Kaeru Senshi" (風にかえる戦士)                     | 10 de agosto de 1989   | ISBN 978-4-08-851067-5 |
| 12   | "¡¡El nacimiento del Ser definitivo!!" "Chō Seibutsu no Tanjō!!" (超生物の誕生!!)               | 9 de octubre de 1989   | ISBN 978-4-08-851068-2 |

### Episodios del anime
| Núm. | Título                                                                                                   | Fecha de emisión        |
| ---- | --- | ----------------------- |
| 10   | "El JoJo de Nueva York" "Nyū Yōku no JoJo" (ニューヨークのジョジョ)                                      | 7 de diciembre de 2012  |
| 11   | "El maestro del juego" "Gēmu no Tatsujin" (ゲームの達人)                                                 | 14 de diciembre de 2012 |
| 12   | "El hombre del pilar" "Hashira no Otoko" (柱の男)                                                        | 21 de diciembre de 2012 |
| 13   | "JoJo vs. La forma de vida definitiva" "JoJo vs. Kyūkyoku Seibutsu" (JoJo vs. 究極生物)                  | 4 de enero de 2013      |
| 14   | "Los guerreros definitivos de tiempos antiguos" "Taiko kara Kita Kyūkyoku Senshi" (太古から来た究極戦士) | 11 de enero de 2013     |
| 15   | "La prueba de un héroe" "Hīrō no Shikaku" (ヒーローの資格)                                               | 18 de enero de 2013     |
| 16   | "Maestra del hamon, Lisa Lisa" "Hamon Kyōshi Risa Risa" (波紋教師リサリサ)                               | 25 de enero de 2013     |
| 17   | "¡El plan mas profundo!" "Fukaku Wana o Hare!" (深く罠をはれ!)                                           | 1 de febrero de 2013    |
| 18   | "La venganza de Stroheim" "Shutorohaimu-tai no Gyakushū" (シュトロハイム隊の逆襲)                        | 8 de febrero de 2013    |
| 19   | "Una carrera hacia la orilla de la muerte" "Shi no Gake e Tsuppashire" (死の崖へつっ走れ)                | 15 de febrero de 2013   |
| 20   | "La juventud solitaria de Caesar" "Shīzā Kodoku no Seishun" (シーザー孤独の青春)                         | 22 de febrero de 2013   |
| 21   | "100 contra 2" "Hyaku tai Ni no Kakehiki" (100対2のかけひき)                                             | 1 de marzo de 2013      |
| 22   | "Un verdadero guerrero" "Shin no Kakutōsha" (真の格闘者)                                                 | 8 de marzo de 2013      |
| 23   | "El guerrero del viento" "Kaze ni Kaeru Senshi" (風にかえる戦士)                                         | 15 de marzo de 2013     |
| 24   | "Los lazos que unen a JOJO" "JOJO o Musubu Kizuna" (JOJOを結ぶ絆)                                        | 22 de marzo de 2013     |
| 25   | "¡¡El nacimiento del ser definitivo!!" "Chō Seibutsu no Tanjō!!" (超生物の誕生!!)                        | 29 de marzo de 2013     |
| 26   | "El hombre que se convirtió en Dios" "Kami to Natta Otoko" (神となった男)                                | 5 de abril de 2013      |